# 修士门托博特

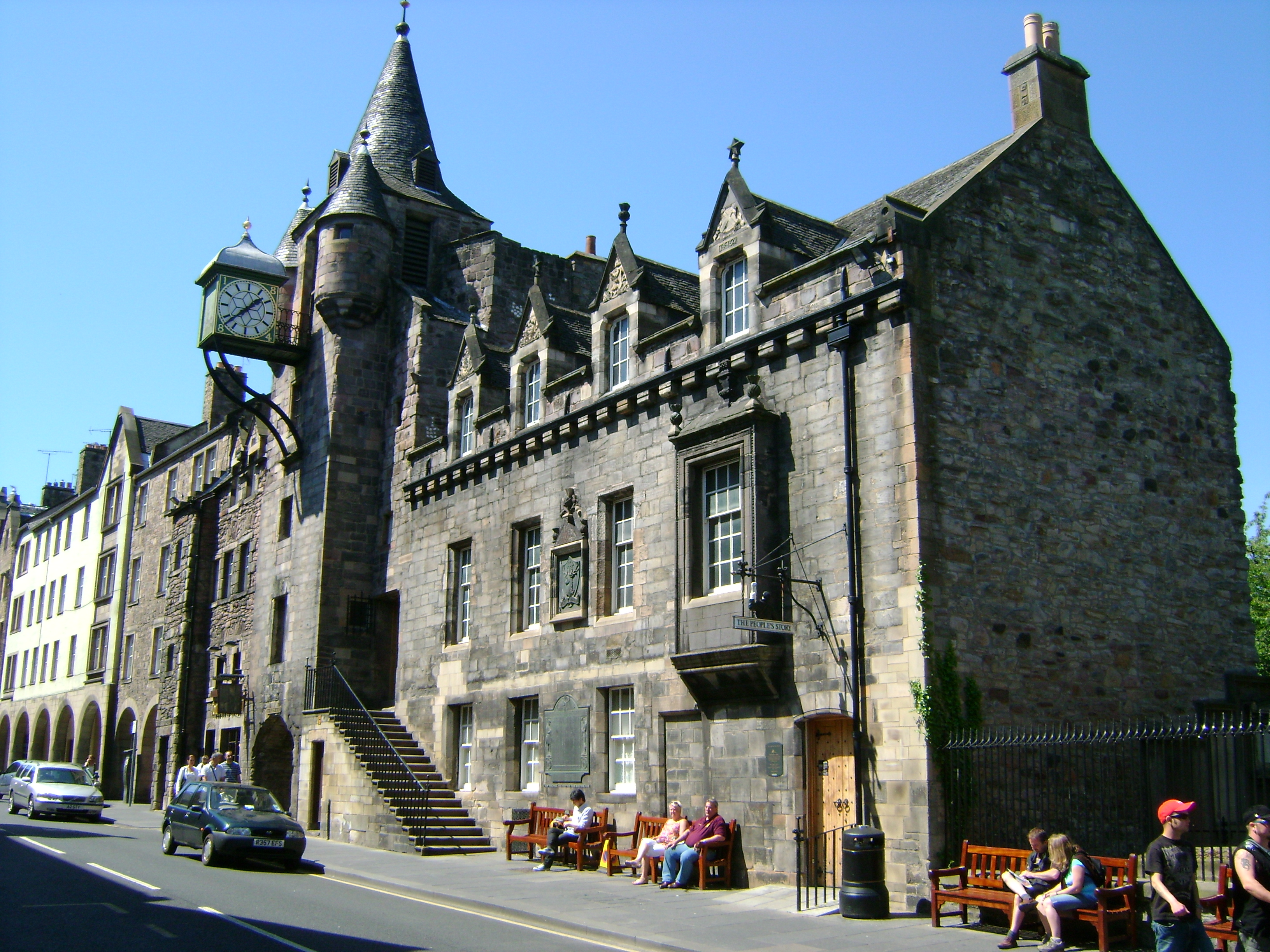

修士门托博特（Canongate Tolbooth）是爱丁堡老城的一个历史地标，建于1591年。托博特是中世纪苏格兰市镇的行政管理中心，包括法院，监狱和议会会场。该建筑现在是人民故事博物馆，并列为A类登录建筑加以保护。

## 历史
该建筑由修士门的封建领主刘易斯·贝伦登建于1591年，当时修士门为爱丁堡城墙外一个独立的市镇。
1875年，城市建筑师罗伯特·莫拉姆将其修复，恢复中世纪原貌。

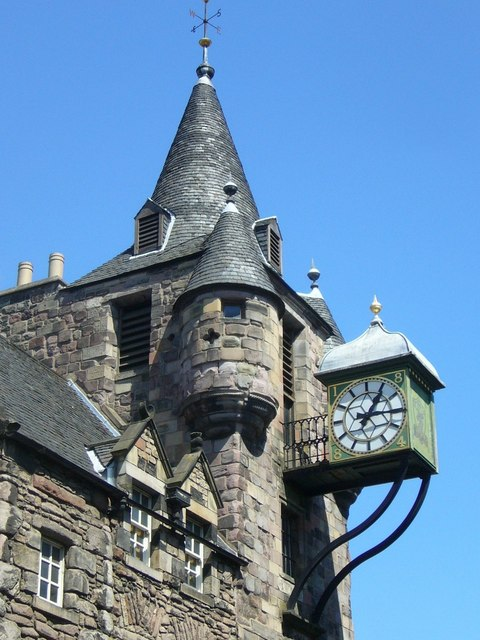

在其东侧，是修士门教堂和Canongate Kirkyard。